# Charles-Antoine-Auguste de Schleswig-Holstein-Sonderbourg-Beck
Charles Antoine Auguste de Schleswig-Holstein-Sonderbourg-Beck (en allemand Karl Anton August von Schleswig-Holstein-Sonderburg-Beck), prince héritier de Schleswig-Holstein-Sonderbourg-Beck, est né le 10 août 1727 à Marbourg, en Hesse, et mort le 12 septembre 1759, à Stettin. C'est un prince allemand du XVIIIe siècle.

## Famille
Charles-Antoine-Auguste est le fils aîné et l'héritier du duc souverain Pierre-Auguste de Schleswig-Holstein-Sonderbourg-Beck (1695-1775) et de son épouse la princesse Sophie de Hesse-Philippsthal (ca) (1695-1728).
En 1754, il épouse à Königsberg la comtesse Charlotte de Dohna-Leistenau (1738-1786). De cette union naît un enfant :
- Frédéric-Charles-Louis de Schleswig-Holstein-Sonderbourg-Beck, duc de Schleswig-Holstein-Sonderbourg-Beck.

## Généalogie
Charles Antoine Auguste de Schleswig-Holstein-Sonderbourg-Beck appartient à la quatrième branche (lignée de Schleswig-Holstein-Sonderbourg-Beck) issue de la première branche de la Maison de Schleswig-Holstein-Sonderbourg, elle-même issue de la première branche de la Maison d'Oldenbourg. Il est l'ascendant de Marguerite II de Danemark, Harald V de Norvège et Constantin II de Grèce.